# Ostrołęka Fabryka
Ostrołęka Fabryka – towarowa stacja kolejowa w Ostrołęce, w województwie mazowieckim, w Polsce. Obsługuje m.in. Zespół Elektrowni Ostrołęka. Posiada połączenie z siecią PKP poprzez linię kolejową nr 900 (z czego długość w zarządzie PLK – 3,870 km).